# Alskogsrestauratorn
Alskogsrestauratorn är ett anonymnamn på en gotländsk glasmålare från omkring 1300.
Alskogsrestauratorn har blivit känd efter att han på 1300-talet restaurerade en glasmålning med passionsscener i Alskogs kyrka. Målningen framställer Kristi uppståndelse där Kristusfigurens huvud råkat bli sönderslaget. Rutan har en stark patetisk stämning och troligtvis blev helhetsintrycket av målningen bättre efter Alskogsrestauratorns arbete. Förutom målningen i Alskog finns endast ett figuralt verk känt av denne målare och då genom en akvarellkopia från en uppståndelsescen i Endre kyrka som förvaras vid Riksantikvarieämbetets bildarkiv i Stockholm. Alskogsrestauratorn tillhörde samma konsthistoriska grupp som Alskogaren och Ardremästaren.